# ماراتیا
ماراتیا (نام علمی: Marattia) نام یک سرده از تیره سرخس‌های ماراتیا است.